# Атлантик-Біч (Південна Кароліна)
Атлантик-Біч (англ. Atlantic Beach) — місто (англ. town) в США, в окрузі Горрі штату Південна Кароліна. Населення — 195 осіб (2020).

## Географія
Атлантик-Біч розташований за координатами 33°48′13″ пн. ш. 78°43′4″ зх. д. / 33.80361° пн. ш. 78.71778° зх. д. (33.803571, -78.717776).  За даними Бюро перепису населення США в 2010 році місто мало площу 0,41 км², уся площа — суходіл.

## Демографія
Згідно з переписом 2010 року, у місті мешкали 334 особи в 148 домогосподарствах у складі 67 родин. Густота населення становила 805 осіб/км².  Було 328 помешкань (791/км²).
Расовий склад населення:
| - 54,5 % — чорних або афроамериканців - 29,3 % — білих - 0,9 % — корінних американців - 10,8 % — осіб інших рас |

До двох чи більше рас належало 4,5 %. Частка іспаномовних становила 16,5 % від усіх жителів.
За віковим діапазоном населення розподілялося таким чином: 25,1 % — особи молодші 18 років, 63,5 % — особи у віці 18—64 років, 11,4 % — особи у віці 65 років та старші. Медіана віку мешканця становила 31,7 року. На 100 осіб жіночої статі у місті припадало 90,9 чоловіків;  на 100 жінок у віці від 18 років та старших — 95,3 чоловіків також старших 18 років.
Середній дохід на одне домашнє господарство  становив 25 078 доларів США (медіана — 20 000), а середній дохід на одну сім'ю — 31 861 долар (медіана — 22 273). Медіана доходів становила 19 107 доларів для чоловіків та 20 833 долари для жінок. За межею бідності перебувало 52,8 % осіб, у тому числі 84,8 % дітей у віці до 18 років та 6,7 % осіб у віці 65 років та старших.
Цивільне працевлаштоване населення становило 133 особи. Основні галузі зайнятості: мистецтво, розваги та відпочинок — 57,1 %, роздрібна торгівля — 16,5 %, освіта, охорона здоров'я та соціальна допомога — 7,5 %, науковці, спеціалісти, менеджери — 5,3 %.